# Огбус, Бруно
Бруно Огбус (англ. Bruno Ogbus; род. 17 декабря 2005, Нойнкирх, Шаффхаузен) — швейцарский футболист нигерийского происхождения, центральный защитник немецкого клуба «Фрайбург».

## Карьера
Огбус является воспитанником швейцарского клуба «Грассхоппер». 23 января 2023 года перебрался в академию «Фрайбурга». 4 ноября 2023 года дебютировал за вторую команду «Фрайбурга» в поединке Третьей лиги против дрезденского «Динамо».
Перед сезоном 2024/2025 проходил подготовку с основным составом. Сообщалось об интересе к игроку со стороны таких клубов как «Лидс Юнайтед» и «Ноттингем Форест». 17 августа 2024 года Бруно дебютировал в основном составе «Фрайбурга» в поединке Кубка Германии против «Оснабрюка», выйдя на поле в стартовом составе и отдав голевую передачу. 24 августа 2024 года Огбус дебютировал в Бундеслиге в поединке против «Штутгарта», выйдя на замену на 82-й минуте вместо Лукаса Кюблера.

## Карьера в сборной
Огбус принимал участие в матчах сборной Швейцарии среди юношей до 17-ти, 18-ти и до 19-ти лет. Вместе со сборной принимал участие в отборочном турнире к чемпионату Европы 2024 среди юношей до 19 лет.

## Статистика выступлений
| Клуб             | Сезон            | Лига             | Лига  | Лига | Кубок | Кубок | Междунар. | Междунар. | Всего | Всего |
| Клуб             | Сезон            | Лига             | Матчи | Голы | Матчи | Голы  | Матчи     | Голы      | Матчи | Голы  |
| ---------------- | ---------------- | ---------------- | ----- | ---- | ----- | ----- | --------- | --------- | ----- | ----- |
| Фрайбург         | 2024/2025        | Бундеслига       | 1     | 0    | 0     | 0     | 0         | 0         | 1     | 0     |
| Всего за карьеру | Всего за карьеру | Всего за карьеру | 1     | 0    | 0     | 0     | 0         | 0         | 1     | 0     |